# نادي النيل
نادي النيل الرياضي هو فريق كرة قدم عراقي مقره في بابل، تم تأسيسه عام 2005، يلعب في الدوري العراقي الدرجة الثالثة.

## الملعب
وافقت وزارة الشباب والرياضة في 16 أغسطس 2020 على مشروع بناء ملعب النيل.

## روابط خارجية
- نادي النيل على Goalzz.com
- أندية العراق - تواريخ التأسيس